# Lampides lydanus
Lampides lydanus är en fjärilsart som beskrevs av Hans Fruhstorfer 1910. Lampides lydanus ingår i släktet Lampides och familjen juvelvingar. Inga underarter finns listade i Catalogue of Life.